# 마이 리틀 아이
《마이 리틀 아이》(영어: My Little Eye)는 2002년 개봉한 영국의 공포 영화이다. 세스 맥파레인이 감독하고 데이비드 힐튼과 제임스 왓킨스이 공동 각본을 썼다. 이 영화에는 숀 Cw 존슨, 크리스 렘세, 스티븐 오라일리, 로라 레간, 제니퍼 스카이와 브래들리 쿠퍼가 출연한다.

## 출연
- 숀 Cw 존슨 - 맷 역
- 크리스 렘세 - 렉스 역
- 스티븐 오라일리 - 대니 역
- 로라 레간 - 엠마 역
- 제니퍼 스카이 - 찰리 역
- 닉 메넬 - 코프 역
- 브래들리 쿠퍼 - 트래비스 패터슨 역